# Symphonia marionalis
Symphonia marionalis là một loài bướm đêm trong họ Crambidae.